# The Butterfly Effect (film)
The Butterfly Effect è un film di fantascienza del 2004 diretto da Eric Bress e J. Mackye Gruber.
Narra delle vicende di Evan alle prese con un potere particolare che gli permette di modificare eventi chiave accadutigli nel tempo, modificando quindi il presente del momento in cui decide di cambiare un episodio del suo passato. Cinque diverse ipotesi di quell'episodio regaleranno allo spettatore altrettante trame di una vita.
Il tema principale si riferisce direttamente al racconto fantascientifico A Sound of Thunder di Ray Bradbury, tradotto in italiano con il titolo Rumore di tuono. Il titolo del film fa invece riferimento al famoso effetto farfalla, che suggerisce come piccole variazioni nelle condizioni iniziali possano produrre grandi variazioni nel comportamento a lungo termine di un sistema.

## Trama
A sette anni Evan comincia a manifestare le sue prime amnesie. La madre decide di sottoporlo a terapia e il dottore le consiglia di spingere il piccolo a scrivere dei diari su cui annotare tutto ciò che fa. Il terapeuta, in seguito, ipotizza che i problemi del bambino derivino dalla mancanza del padre, rinchiuso in un manicomio. Quando il bambino finalmente ottiene il permesso di andare a trovarlo, ha un'altra amnesia e si ritrova a terra mentre il padre tenta di strangolarlo; nel tentativo di calmarlo, gli infermieri lo uccidono.
Sei anni dopo Evan e i suoi amici Kayleigh, Tommy (fratello di Kayleigh) e Lenny stanno passando del tempo assieme; Tommy trova un esplosivo del padre e propone di far saltare in aria qualcosa. Così, manda Lenny a mettere l'esplosivo nella cassetta delle lettere di una casa. Evan tappa le orecchie all'amica quando ha una nuova amnesia: si ritrova così nel bosco, mentre lui e gli altri scappano, trasportando Lenny in stato di shock post traumatico. In seguito va al cinema con Kayleigh e Tommy; qui bacia la ragazza. Quando Tommy li vede va su tutte le furie e pesta a sangue un ragazzo al cinema, per poi essere portato via dalle autorità. Evan decide poi, con Kayleigh, di andare a trovare Lenny, appena dimesso dopo esser stato curato dallo shock. I tre amici escono a fare un giro e per caso si imbattono in Tommy, che in un deposito tenta di ardere vivo il cane di Evan. Dopo che Tommy ha colpito la sorella e Lenny prova invano a liberare il cane, Evan ha un ennesimo flash: al suo risveglio è ormai troppo tardi, il cane è stato cotto dalle fiamme. In seguito si trasferisce, promettendo a Kayleigh di tornare.
Sette anni dopo, ormai ventenne, Evan frequenta la facoltà di psicologia e non ha più avuto amnesie. Durante una serata con una ragazza trova i suoi diari e, leggendo di quando Tommy ha dato fuoco al suo cane, rivive il lasso di tempo di cui in precedenza non aveva alcun ricordo. Il giovane, non capendo se si tratti di una fantasia o se effettivamente abbia avuto la possibilità di tornare a quel momento, decide di andare da Lenny, per fargli alcune domande. Capisce quindi di aver viaggiato nel tempo. Rivive poi, sempre attraverso i diari, il momento dell'esplosione: poco dopo che i ragazzi avevano piazzato l'esplosivo, la padrona e sua figlia neonata erano tornate, rimanendo uccise. Durante questa rivisitazione del passato, Evan si brucia con la sigaretta; al suo risveglio è effettivamente comparsa una cicatrice che prima non c'era.
Parlando con la madre capisce di avere gli stessi poteri del padre: può tornare indietro nel tempo, interagendo con esso e modificandolo. In seguito si reca da Kayleigh, che non vede da anni e che ora fa la cameriera. Evan pone alla ragazza alcune domande su un episodio di quando erano bambini: il padre di lei li aveva portati nella cantina della casa per girare un film e Evan aveva avuto un'amnesia, ritrovandosi nudo e completamente all'oscuro di quanto era accaduto. Kayleigh reagisce male alle sue domande, sentendosi turbata al ricordo del padre pedofilo e, inoltre, offesa mortalmente per il fatto che Evan, nonostante la promessa fatta, non si sia fatto vivo durante tutti quegli anni. La ragazza scappa via piangendo e Evan, in seguito ad una telefonata di Tommy, viene a sapere che si è suicidata.
Il giovane decide quindi di tornare indietro nel tempo e impedire al padre dei suoi amici di fare quel film. Al risveglio la sua vita è cambiata: ora sta con Kayleigh e fa parte di una confraternita. Ma scopre che Tommy, che da piccolo ha dovuto sopportare tutti gli abusi del padre, è diventato uno psicopatico. Vedendolo assieme alla sorella, Tommy comincia a picchiare Evan che si arrabbia e reagisce uccidendolo; finisce così in galera, alla mercé dei carcerati.
Dopo alcune umiliazioni e grazie all'aiuto del compagno di cella, riesce a leggere i suoi diari e a tornare indietro nel tempo, al momento in cui Tommy aveva incenerito il suo cane. Questa volta dà a Lenny un ferro appuntito, dicendogli di usarlo per tagliare le corde che bloccavano il cucciolo. Ma, dopo avergli impedito di uccidere il cane, Lenny uccide Tommy. Il presente viene nuovamente cambiato: Lenny è rinchiuso in manicomio e Kayleigh, senza più un fratello, diventa una prostituta sfigurata e cinica, che schernisce e respinge Evan.
Per tentare di rimediare a quanto ha fatto, Evan torna indietro all'incontro col padre. L'uomo capisce il problema del figlio e cerca di ucciderlo per evitare ripercussioni sulla vita di Evan e dei suoi amici, ma ciò gli viene impedito. Evan viaggia ancora nel tempo e cerca di salvare la donna e la figlia, che vennero uccise dall'esplosione causata dai bambini all'età di tredici anni, prima che avvenga l'incidente. Al suo risveglio, Lenny, che ora è sano ed è il suo compagno di stanza, sta con Kayleigh, e Tommy è diventato un ragazzo responsabile e altruista. Tutto sembra perfetto, ma Evan nell'esplosione ha perso le braccia ed è paralizzato alle gambe; inoltre la madre ha un cancro ai polmoni, avendo cominciato a fumare dopo l'incidente del figlio.
Evan tenta ancora di mutare il passato, ma le cose vanno ancora più storte e Kayleigh muore da bambina per colpa di Evan: il ragazzo si risveglia in un manicomio, nella stessa situazione del padre, e tutti credono che ciò ch'era successo fino ad allora fosse una fantasia con cui Evan spiegava la morte dell'amica. Inoltre non ci sono più i diari (poiché in quel passato egli non ha mai cominciato a scriverli) e non può tornare indietro. Il medico però rivela ad Evan che, come lui per i diari, anche il padre aveva una fissazione quanto alle foto di famiglia. Evan cambia definitivamente il proprio destino, tornando nel passato fino al giorno in cui conobbe Kayleigh, la spaventa impedendo a entrambi di conoscersi, e nel nuovo futuro lei e Tommy sono andati a vivere con la madre e, dopo avere la consapevolezza che stanno bene, brucia i diari per evitare di esserne nuovamente tentato. E mentre cammina per strada gli sembra di intravedere Kayleigh ma la lascia andare e entrambi, anche se non staranno insieme, vivranno comunque la loro vita. 
In un altro finale alternativo, Evan sta camminando per strada e si imbatte in Kayleigh. I due si guardano come se si fossero già visti, si presentano ed Evan le offre un caffè, che Kayleigh accetta. Nel finale della versione "Director's cut", invece, Evan guarda un filmino girato dal padre in ospedale, nel giorno della sua nascita, e torna indietro nel tempo direttamente nell'utero materno, suicidandosi con il cordone ombelicale. Senza di lui, i suoi amici vivranno una vita felice. 

### I salti temporali
In tutto Evan rivive 54 anni in 5 vite diverse.
| #   | Motivo per tornare                                                                            | Espediente per tornare | Anni rivissuti | Effetto |
| --- | --------------------------------------------------------------------------------------------- | --- | -------------- | --- |
| I   | Nell'universo originale Kayleigh si suicida                                                   | Torna ai 7 anni per impedire al padre dei fratelli di fare il film e per intimargli di lasciare in pace Kayleigh.                                                              | 13             | Il padre di Kayleigh lascia in pace la figlia, ma riversa tutta la rabbia su Tommy, che finirà in prigione; nel momento in cui egli tornerà in libertà, cercherà di aggredire Evan, ora compagno di Kayleigh, che lo ucciderà nella colluttazione, finendo a sua volta in prigione. |
| II  | Evan non vuole stare in galera e vuole impedire la morte di Tommy                             | Torna ai 13 anni per impedire a Tommy di uccidere il cane e dà una lama a Lenny per tagliare il sacco, ma questi invece uccide Tommy                                           | 7              | Lenny è in manicomio e Kayleigh fa la prostituta, è una drogata ed è sfigurata |
| III | Non accetta che Kayleigh e Lenny siano in quelle condizioni                                   | Torna ai 13 anni per salvare la vita alla madre e la bambina che aprono la cassetta della posta con l'esplosivo; Tommy le salverà mentre Evan perderà le mani nell'esplosione. | 7              | È menomato, Lenny sta con Kayleigh e la madre sta morendo di cancro ai polmoni, provocatole dal vizio del fumo preso dopo la menomazione di Evan. |
| IV  | Non accetta di essere menomato, che Lenny stia con Kayleigh e che la madre sia in fin di vita | Torna ai 7 anni e minaccia il padre dei fratelli con l'esplosivo, che però gli cade per terra e causerà la morte di Kayleigh che si era avvicinata per raccoglierlo.           | 13             | Ha ucciso Kayleigh, e per questo è rinchiuso in manicomio, scopre inoltre di non aver prodotto i diari di cui si serve per ricordare e cambiare l'universo. |
| V   | Non accetta di avere ucciso Kayleigh                                                          | Torna a quando Evan e Kayleigh si sono incontrati per la prima volta, le si avvicina e la spaventa con una frase.                                                              | 14             | Kayleigh e il fratello scelgono di andare a vivere con la madre. |

## Produzione

### Cast
Nel film Melora Walters interpreta la madre del personaggio di Ashton Kutcher, ma nella realtà lei è più grande dell'attore di soli diciannove anni, mentre l'attore Logan Lerman, nato nel 1992, ha in realtà 11 anni all'epoca delle riprese, ma interpreta Evan a 7 anni.

## Promozione
(Teoria del caos)

## Distribuzione
Il film è stato presentato al Sundance Film Festival negli Stati Uniti d'America il 17 gennaio 2004, distribuito il 23 gennaio dello stesso anno ed successivamente distribuito nelle sale cinematografiche italiane il 27 febbraio dello stesso anno, poi trasmesso in prima visione TV il 17 agosto 2025 sul circuito nazionale 7 Gold invece del film Spia e lascia spiare del 1996, non prodotto dalla New Line Cinema ma dalla Hollywood Pictures.

## Sequel
Il film ha avuto due seguiti, The Butterfly Effect 2 (2006) e The Butterfly Effect 3: Revelations (2009).

## Riconoscimenti
- 2004 - Festival internazionale del cinema fantastico di Bruxelles
  - Premio Pegaso